# Heliconius formosus
Heliconius formosus är en fjärilsart som beskrevs av Bates 1863. Heliconius formosus ingår i släktet Heliconius och familjen praktfjärilar. Inga underarter finns listade i Catalogue of Life.